# Musnad Ahmad ibn Hanbal

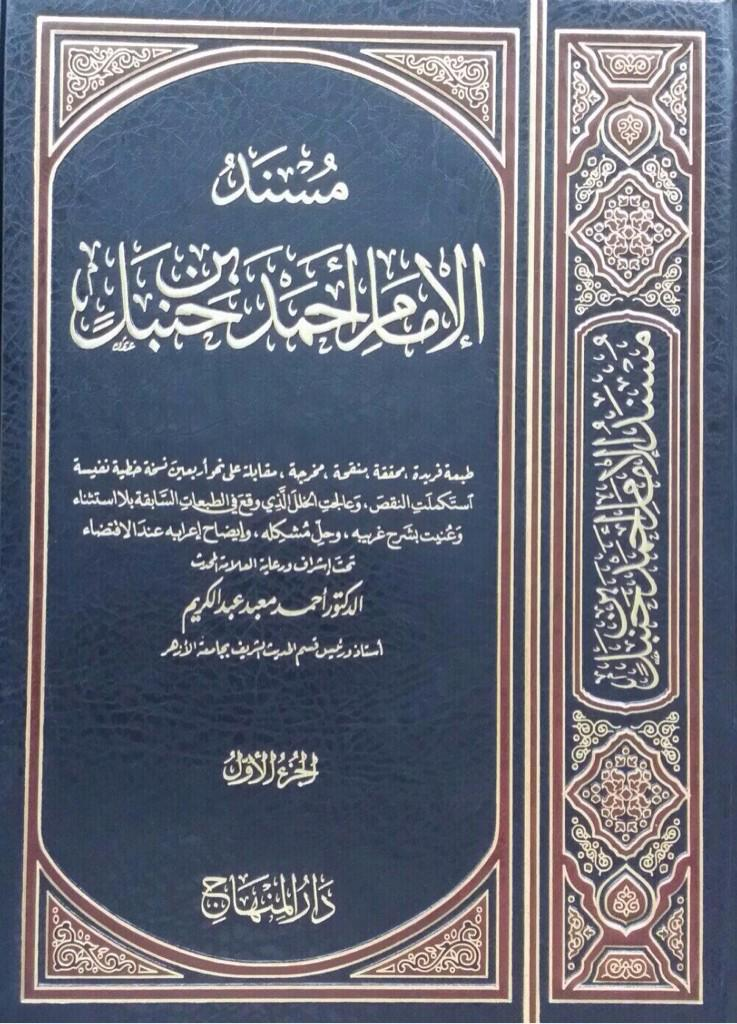
Omslaget för Musnad Ahmad ibn Hanbal på arabiska.

Musnab Ahmad ibn Hanbal (arabiska: مسند أحمد بن حنبل) är en hadithsamling sammanställd av den sunnimuslimske lärde Ahmad ibn Hanbal (d. 241 AH/855), till vilken den hanbalitiska rättsvetenskapen tillskrivs.